# Kvivlax, Nagu
Kvivlax (uttal [kʊlas], äldre stavning Qviflax) är en by längst söderut på Storlandet i Nagu. Byn ligger i kommunen Pargas stad i landskapet Åboland.
Namnet ”Kvivlax” är troligen en försvenskning av det finska namnet Kuivalaks (ordagrant ”Torrviken”). Förledet Kuiva används ofta om kärr och mossar där man bärgat fräken och andra vattenväxter till foder. Namnet syftar i så fall antingen på den gamla sjöbotten ”Ejdet” mellan Kvivlax by och Sundholmen eller på Kråkmossen strax norr om byn.
Den vik innanför Tavestholm som byn ligger vid (”Viken”) har av landhöjningen blivit grund och delvis igenväxt. Därför byggdes år 1924 en ny ångbåtsbrygga vid Skrakvik cirka 700 meter söder om byn. Innan Skärgårdsvägen byggdes var ångbåtslinjen från Kyrkbacken till Nötö det snabbaste sättet att ta sig till och från Kvivlax. Idag trafikerar ingen förbindelsebåt Kvivlax brygga och Sundholms brygga drygt 300 meter öster om ångbåtsbryggan är den mest använda bryggan.